# Illes Farallon
Les Illes Farallon, en anglès Farallon Islands, o Farallones (del castellà farallón que significa "pilar" o "penya-segat marí"), són un grup d'illes i farallons marins situades al Golf dels Farallones, davant San Francisco, Califòrnia, Estats Units. Aquestes illes també són anomenades de vegades pels mariners com les "Illes de les dents del diable", en referència als nombrosos bancs submarins superficials traïdors als voltants. Les illes es troben a 30 milles de distància del Golden Gate i 20 milles al sud del cap Point Reyes i són visibles des de terra ferma en dies clars. Les illes formen part de la ciutat i el comtat de San Francisco. L'única porció habitada de les illes és a l'illa sud-oriental de Farallon (SEFI), on hi ha investigadors de Point Blue Conservation Science i del Servei de Pesca i Vida Silvestre dels Estats Units. Aquestes illes estan tancades al públic.

## Història

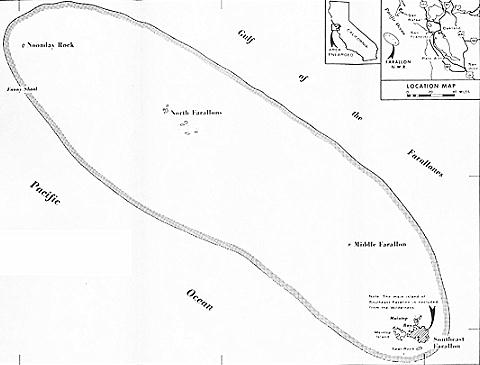
Farallon Islands, amb el límit del Farallon Islands National Wildlife Refuge

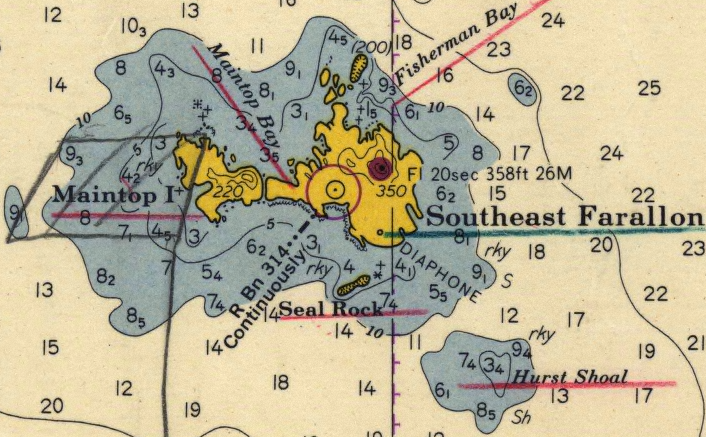
Sud-est de les Farallon Islands (1957)

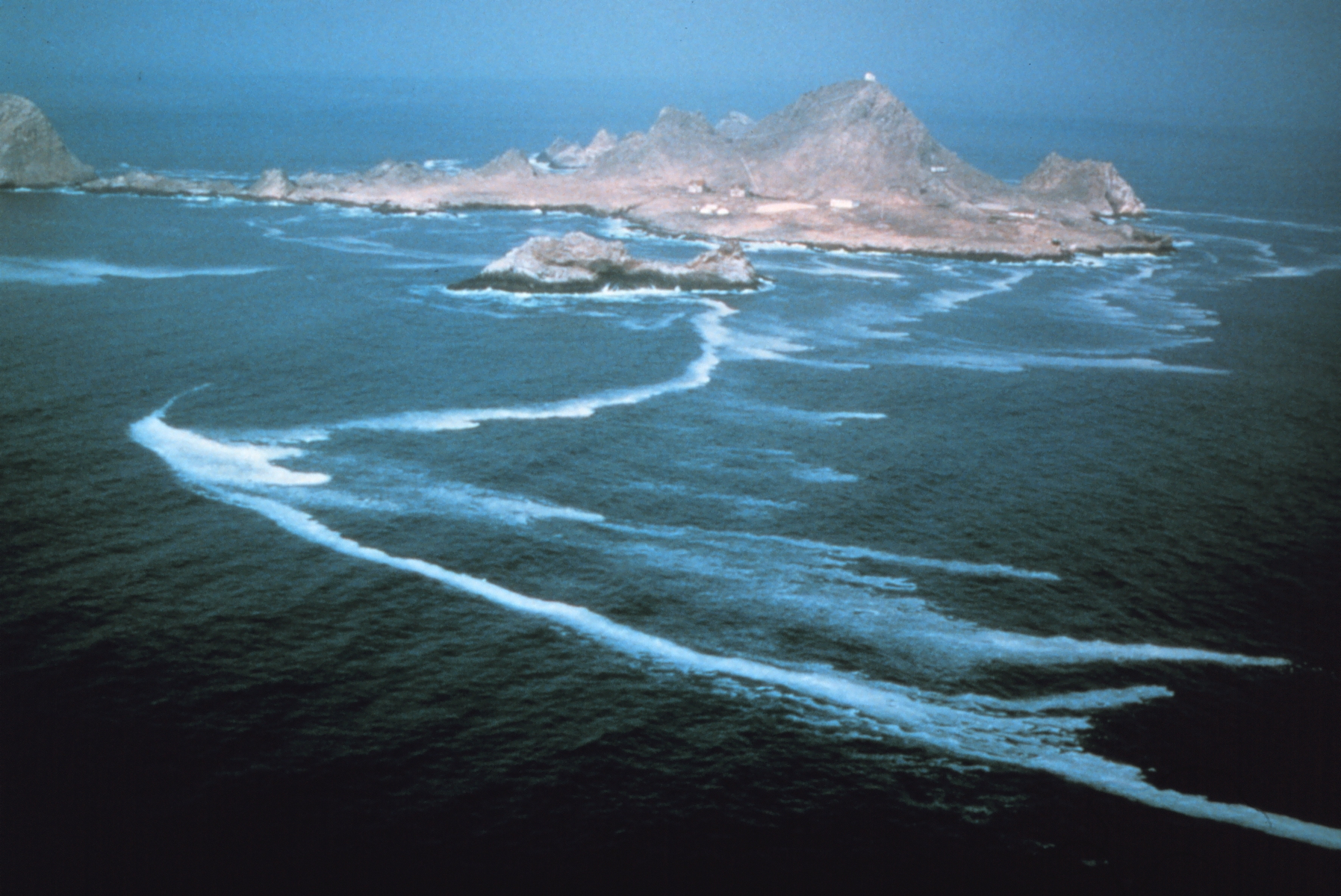
Vista aèria

Durant temps es coneixien sota el nom de "Islands of the Dead" (en anglès literalment "illes de la mort)" pels amerindis que vivien a la Badia de San Francisco.
Els primers europeus en visitar-la van ser probablement membres de l'expedició de Juan Cabrillo de 1542. El primer del que se'n conserven registres va ser Sir Francis Drake, el 24 de juliol de 1579. Ell en va dir Islands of Saint James.

## Geografia

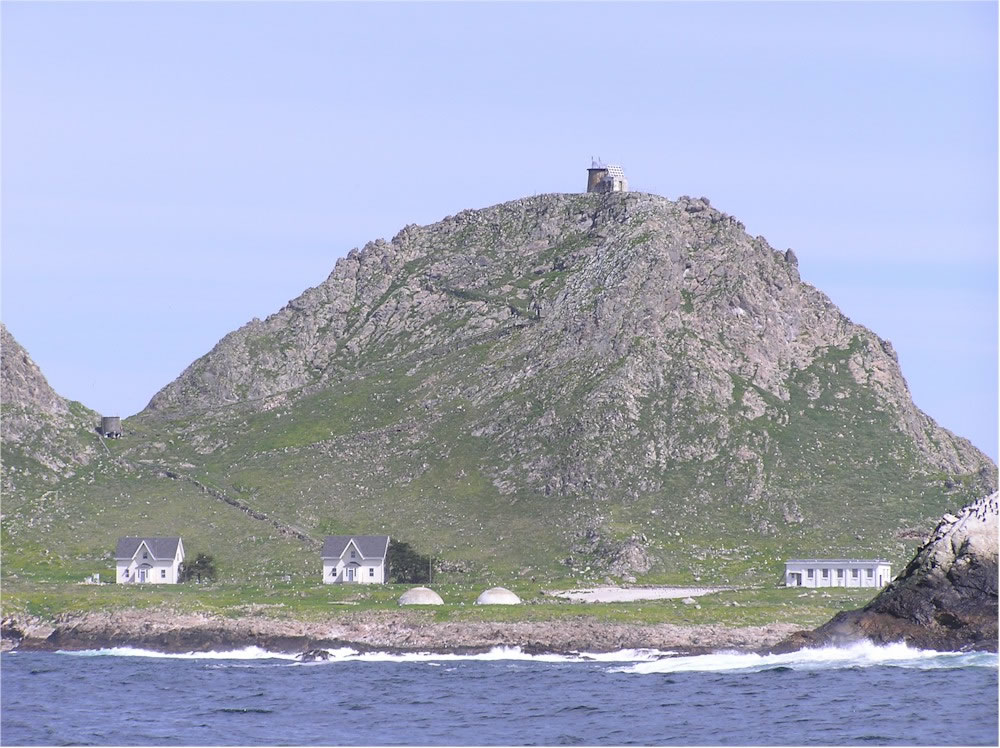
Vista de la research station at Marine Terrace

Les illes s'enfoquen cap al nord-oest des de l'illa sud-oriental de Farallon per 5 milles (8.0 km). La seva superfície total és 0.16 milles quadrades (0.41 km2). Les illes van ser inicialment explotades per als ous d'ocell i les pells de la foca de pells, després es van utilitzar com a estació de fars i una estació de ràdio. Han estat protegides pel Refugi Nacional de Vida Silvestre de Farallon, primer establert el 1909 amb el Farallons del Sud-est afegit el 1969, i conté la colònia més gran de aus de mar als Estats Units fora de Alaska i Hawaii. Les illes formen part de la Ciutat i el Comtat de San Francisco.
El conjunt d'illes fa 419 km², essent l'illa major South Farallon amb 387,7 km²